# Wüstenkohlrabi
Der Wüstenkohlrabi (Adenia pechuelii, Syn.: Echinothamnus pechuelii Engl.) ist eine Pflanzenart in der weitverbreiteten Gattung Adenia, deren Vertreter auch im tropischen Urwald gedeihen, innerhalb der Familie der Passionsblumengewächse (Passifloraceae). Diese geschützte, endemische Pflanzenart besitzt ein Vorkommen, das auf ein arides Gebiet zwischen dem Bezirk Walfischbucht und dem südlichen Kaokoveld in Namibia beschränkt ist. Es werden weißliche Gesteinsrücken als Standort bevorzugt und es ist eine der eigenartigsten Pflanzenarten in diesem Gebiet. Das Artepitheton ehrt Eduard Pechuel-Loesche.

## Beschreibung
Adenia pechuelii bildet einen fast kugeligen, graugrünen, kohlrabiähnlichen Stamm (Caudex), der einen Durchmesser von bis zu 1 Meter erreicht. Auf der Spitze des Stammes befinden sich viele buschige und aufrechte Triebe mit einer Länge von bis zu 1,5 Meter. An den Zweigen sitzen winzige, bald abfallende Blätter. An der Basis des Mittelnerves sitzen seitlich 2 Nektardrüsen. 
Adenia pechuelii ist manchmal einhäusig getrenntgeschlechtig (monözisch). Die Blütenstände sind ein- bis dreiblütig. Die männlichen Blüten sind glockig geformt und werden 8 bis 14 mm groß. Der schmale Blütenbecher ist kurz ausgebildet und eine Kelchröhre fehlt. Die Kelchblätter werden 3 bis 7 mm lang. Die lanzettlichen Kronblätter werden 3 bis 7 mm lang und sind an der Spitze fein gesägt. Die kurzen Staubfäden sind zur Hälfte miteinander verwachsen. Die stumpf gerundeten Staubbeutel werden 2,5 bis 4,5 mm groß. Die Nebenkrone besteht aus feinen, wolligen Haaren. Die weiblichen Blüten werden 7 bis 8 mm groß und besitzen keine Nektarschüppchen. 
Es werden 1 bis 2 cm große kugelige bis ellipsoid geformte Früchte gebildet. Das Perikarp ist glatt und lederig.  Die 3 bis 6 eiförmigen Samen werden etwa 7 mm groß.